# Lysergamide

Structure des lysergamides

Un lysergamide est un amide dérivé de l'acide lysergique. Un lysergamide est aussi plus généralement un alcaloïde avec un noyau de type indole. Dans la nature, des lysergamides peuvent être synthétisés par des champignons de la famille des clavicipitacées.
| Nom                     | R1          | R6           | R2              | R3              |
| ----------------------- | ----------- | ------------ | --------------- | --------------- |
| Ergine (LSA)            | H           | CH3          | H               | H               |
| DAM-57 (en)             | H           | CH3          | CH3             | CH3             |
| Ergométrine             | H           | CH3          | CH(CH3)CH2OH    | H               |
| Méthergine (en)         | H           | CH3          | CH(CH2CH3)CH2OH | H               |
| Méthysergide (en)       | CH3         | CH3          | CH(CH2CH3)CH2OH | H               |
| LAE-32 (en)             | H           | CH3          | CH2CH3          | H               |
| Diallyllysergamide (en) | H           | CH3          | H2C=CH-CH2      | H2C=CH-CH2      |
| LSD                     | H           | CH3          | CH2CH3          | CH2CH3          |
| ETH-LAD (en)            | H           | CH2CH3       | CH2CH3          | CH2CH3          |
| PARGY-LAD (en)          | H           | HC≡C−CH2     | CH2CH3          | CH2CH3          |
| AL-LAD (en)             | H           | H2C=CH-CH2   | CH2CH3          | CH2CH3          |
| PRO-LAD (en)            | H           | CH2CH2CH3    | CH2CH3          | CH2CH3          |
| CYP-LAD                 | H           | C3H5         | CH2CH3          | CH2CH3          |
| BU-LAD (en)             | H           | CH2CH2CH2CH3 | CH2CH3          | CH2CH3          |
| ALD-52 (en)             | COCH3       | CH3          | CH2CH3          | CH2CH3          |
| MLD-41 (en)             | CH3         | CH3          | CH2CH3          | CH2CH3          |
| LSM-775 (en)            | H           | CH3          | CH2CH2-O-CH2CH2 | CH2CH2-O-CH2CH2 |
| LPD-824 (en)            | H           | CH3          | CH2CH2CH2CH2    | CH2CH2CH2CH2    |
| 1V-LSD (en)             | CO(CH2)3CH3 | CH3          | CH2CH3          | CH2CH3          |